# Три царства (Корея)
Трите корейски царства (на корейски: 삼국시대) или Трите корейски кралства в корейската история са раннофеодалните корейски държави Когурьо (고구려, 高句麗), по-късно Корьо ((고려, 高麗)), Пекче (백제, 百濟) и Шила (신라, 新羅), които заемат Корейския полуостров и Манджурия от 1 век пр.н.е. до 7 век. През 668 г. Шила завладява Когурьо, след като вече владее земите на Пекче, и по този начин започва нов период – този на Обединена Шила.
Тези държави се развиват в хода на борбата срещу китайските нашественици. В така наречения период на трите държави и по-рано тук са съществували и други, по-малки племенни образувания и държави, като Пуйо, Тамна и други.
Името „самгук“, или „трите царства“, е използвано в имената на класическите произведения Самгук Саги и Самгук Юса.